# José María Ángel Batalla
José María Ángel Batalla (Valencia, 6 de diciembre de 1956) es un político español Ha sido alcalde de La Eliana, municipio de la provincia de Valencia, y fue senador designado por las Cortes Valencianas en representación de la comunidad de 2011 a 2015. 

## Biografía
José María Ángel Batalla nació en Valencia en 1956 y es vecino de La Eliana desde 1985. Cursó estudios de primaria en el Colegio Pío XII y secundaria en el Instituto Benlliure de Valencia. En 1975 inició estudios en Geografía e Historia en la Universidad de Valencia donde hay registro de un año de presencia y sin que conste que los haya finalizado en ninguna universidad. En 1990 realiza un curso en Gestión Pública en ESADE, Barcelona. Es funcionario de la Diputación Provincial de Valencia, y jefe de servicio desde 1992. Entre 1993 y 1995 fue asesor en el Ministerio del Interior.
En 1991 entra a formar parte del equipo de gobierno del Ayuntamiento de La Eliana como concejal de Deportes, y más tarde, como concejal de Seguridad Ciudadana. Desde 1997 hasta el año 2015 ha sido el alcalde de La Eliana.
José María Ángel es miembro del Comité Nacional de los Socialistas desde 1996 y ha sido Secretario General del PSPV-PSOE en Campo del Turia del 2000 al 2007 como también fue secretario de Política Municipal del PSPV-PSOE hasta el 2012.
En el año 2015 fue nombrado secretario autonómico de Seguridad y Emergencias y director general de la Agencia Valenciana de Seguridad y Respuesta a las Emergencias, cargo que desempeñó hasta su cese en septiembre de 2023.
Posteriormente, en diciembre de 2024 fue nombrado comisionado especial para la reconstrucción y reparación de los daños provocados por la DANA en diferentes municipios entre el 28 de octubre y el 4 de noviembre de 2024. El 31 de julio de 2025 presenta su dimisión a este puesto en el contexto del escándalo de un título universitario falso en su expediente personal en Diputación de Valencia.
Es conocido también por su afición maratoniana y ser un gran apasionado del Quijote.
En junio de 2024 el ayuntamiento de La Eliana, también del PSOE, dio el nombre de Josep María Ángel a la nueva Casa de la Cultura, con la presencia en el acto inaugural de la ministra Diana Morant.

### Falsedad en titulaciones
En 2025 se hace pública la investigación sobre la falsificación de su titulación universitaria en archivística que alegó para obtener su plaza de funcionario en medio de la polémica por la falsificación de los currículos de políticos del PP y PSOE.
El 29 de julio de 2025 se hizo público un informe de la Agencia Valenciana Antifraude del que se comprueba que es falso el título de Diplomado en Archivística y Biblioteconomía por la Universidad de Valencia  que figura en su expediente personal necesario para acceder a plaza de funcionario subgrupo A2 (en aquel momento grupo B) en la Diputación de Valencia  entre otras pruebas porque dicho título no se implantó hasta 1990. Ese mismo día la Fiscalía Anticorrupción abre una investigación sobre la posible falsificación del título universitario. El 31 de julio de 2025 presenta un escrito al Ministerio de Política Territorial renunciando a su puesto de Comisionado para la DANA. El día anterior se anuncia que la Diputación de Valencia abre un expediente a su mujer Carmen Ninet por presunta irregularidad en su titulación para un puesto directivo.Su sueldo como Comisionado del Gobierno para la DANA era de 120.000 euros anuales.
El 8 de agosto se hizo público que fue hospitalizado en el Hospital de Llíria por intento autolítico.